# Via di qua (J-Ax)
Via di qua è un singolo del rapper italiano J-Ax, pubblicato il 9 ottobre 2020 come secondo estratto dalla riedizione del settimo album in studio ReAle.

## Video musicale
Il video, diretto da Mauro Russo, è stato pubblicato il 12 ottobre 2020 attraverso il canale YouTube del rapper e ha visto la partecipazione di Eleonora Gaggero e Greta Ragusa.

## Tracce
1. Via di qua (feat. Mr. Rain) – 3:27

## Successo commerciale
In Italia il brano è stato l'85º più trasmesso dalle radio nel 2020.

## Classifiche
| Classifica (2020) | Posizione massima |
| ----------------- | ----------------- |
| Italia            | 38                |